# Joseph Franz Anton von Auersperg
Joseph Franz Anton von Auersperg (ur. 31 stycznia 1734 w Wiedniu, zm. 21 sierpnia 1795 w Pasawie) – austriacki kardynał.

## Życiorys
Urodził się 31 stycznia 1734 roku w Wiedniu, jako syn Heinricha Josefa Johanna von Auersperga i Marii Antonii Franziski Trautson. Studiował filozofię i teologię, a następnie został kanonikiem kapituł w Pasawie i Salzburgu. W 1757 roku przyjął święcenia kapłańskie. 8 maja 1763 roku został wybrany biskupem Lavantu, a dwa tygodnie później przyjął sakrę. Rok później chciał zrezygnować z diecezji, jednak arcybiskup Sigismund von Schrattenbach nie zezwolił na to. Po jego śmierci, Auersperg chciał objąć archidiecezją salzburską, jednak preferowanym kandydatem był Hieronymus von Colloredo. Przyszły kardynał został jednak biskupem Gurk w 1773 roku. Cesarz Józef II Habsburg nakłaniał go do promowania józefinizmu, jako modelu reformy Kościoła. W związku z wydaniem edyktu tolerancyjnego Auersperg opowiadał się za większą wolnością religijną dla Żydów. W 1784 roku został biskupem Pasawy. 30 marca 1789 roku został kreowany kardynałem prezbiterem, jednak nie otrzymał kościoła tytularnego. Zmarł 21 sierpnia 1795 roku w Pasawie.